# Толлмаш, Лайонел, 3-й граф Дайсарт
Лайоне́л То́ллмаш, 3-й гра́ф Дайса́рт (англ. Lionel Tollemache, 3rd Earl of Dysart; 30 января 1649 — 23 февраля 1727) — британский аристократ и государственный деятель, 3-й граф Дайсарт (1698—1727).

## Биография
Лайонел Толлмаш был сыном Лайонела Толлмаша, 3-го баронета и его супруги Элизабет Толлмаш, старшей дочери Уильяма Мюррея, 1-го графа Дайсарт и Кэтрин Мюррей. Лайонел получил образование в Куинз-колледже, колледже Кембриджского университета.
В 1669 году после смерти отца унаследовал его титул баронета, став 4-м баронетом из Хелмингем-холл. Был членом английского парламента нескольких созывов. В 1698 году, после смерти матери Лайонел унаследовал титул матери, став графом Дайсарт. Толлмаш занимал должности вице-адмирала Саффолка (1702—1705), лорда-лейтенант Саффолка (1703—1705), мэра городка Орфорд (1704—1705) и главного стюарда Ипсвича (1703-1727).
Скончался 23 февраля 1727 года в возрасте 78 лет, его наследником стал внук Лайонел.

## Семья
Лайонел Толлмаш был женат на Грейс Уилбрахам, дочери и наследнице Томаса Уилбрахама, 3-го баронета и его жены Элизабет Уилбрахам. У пары было 5 детей (один сын и четыре дочери.